# كريستوف سانتشيز
كريستوف سانشيز (4 أكتوبر 1972

 في مونبيلييه) (بالفرنسية: Christophe Sanchez)‏ لاعب كرة قدم فرنسي معتزل كان يجيد اللعب في مركز المهاجم .
لعب سانتشيز في أندية مونبيلييه (1992-1998) بولونيا (1998-2000) بوردو (2000-2003) سانت إتيان بالإعارة (2000-2001) فينيزيا (2003) سيت (2003-2004) .
ساهم سانتشيز في تتويج نادي بوردو ببطولة كأس الدوري الفرنسي موسم 2001/2002 .

## روابط خارجية
- كريستوف سانتشيز على موقع رابطة كرة القدم الفرنسية للمحترفين (الإنجليزية)
- كريستوف سانتشيز على موقع قاعدة بيانات كرة القدم.إي يو (الإنجليزية)
- كريستوف سانتشيز على موقع ليكيب (الفرنسية)
- كريستوف سانتشيز على موقع أوليمبيديا (الإنجليزية)